# ياهاتا-هيغاشي-كو
ياهاتا-هيغاشي-كو (باليابانية: 八幡東区) هو حي في اليابان، يقع في كيتاكيوشو، بلغ عدد سكانه 67,024 نسمة وذلك حسب إحصائيات سنة 2017، تبلغ مساحته 36.36 كيلومتر مربع.

## أعلام
- شينجي كوه
- هيرومي ماتسوناغا